# Фігурний курган

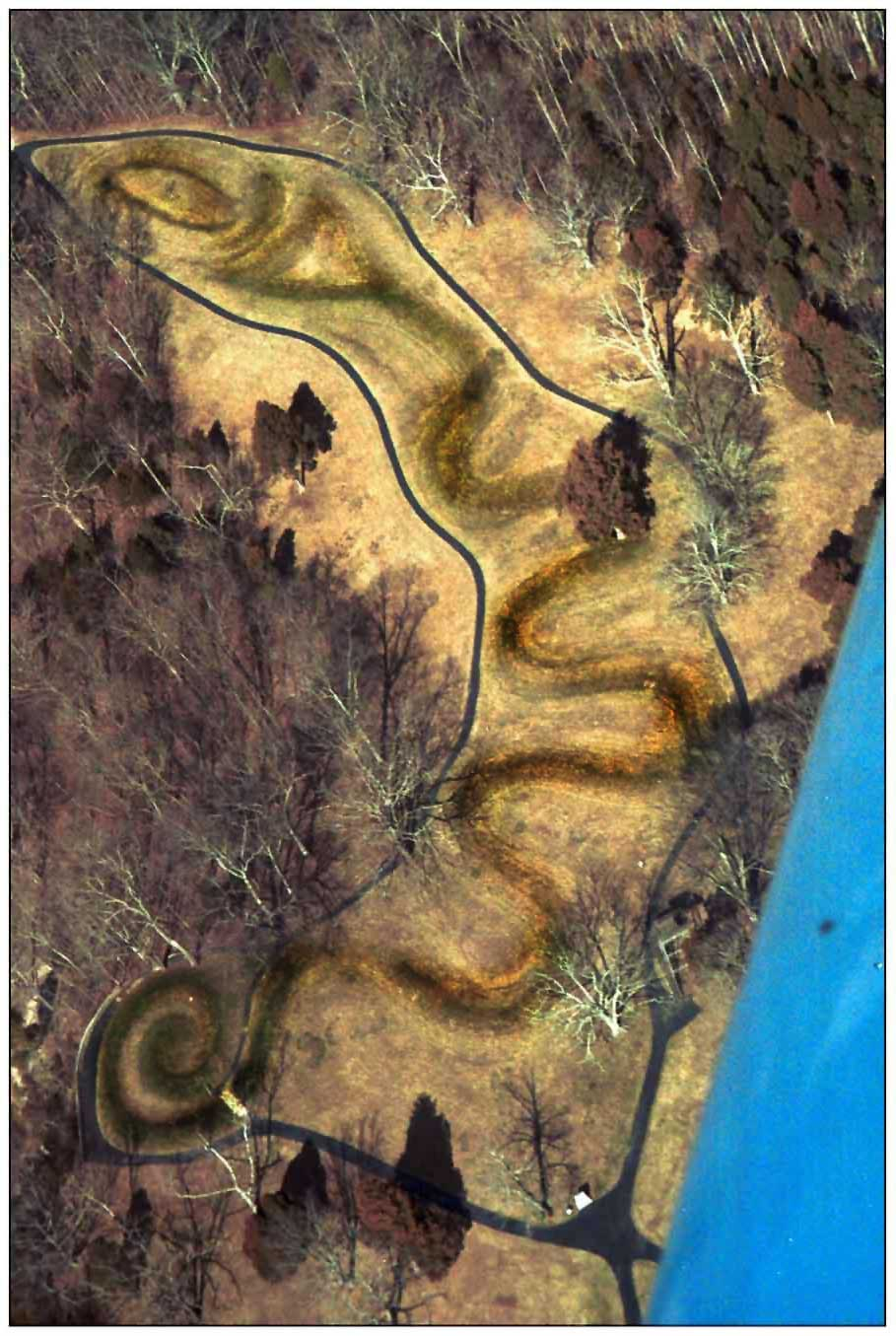
Курган Великої Змії, Огайо

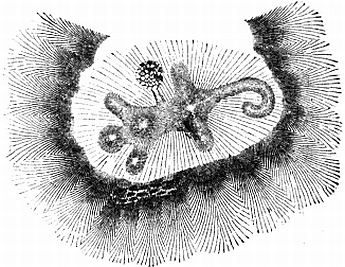
Курган Алігатора, Огайо

Фігурний курган — насипна споруда із землі або каменів у вигляді стилізованої фігури тварини, символу, людини тощо Функціонально схоже з геогліфами (Порівн. геогліфи Наски).
Фігурні кургани споруджувалися багатьма доколумбовими культурами Америки. На думку археологів, їхнє основне призначення було культовим, проте деякі також слугували похоронними курганами. Комплекс культур, що споруджували фігурні та інші кургани, в американській археології іменується Будівельниками курганів, при цьому значна частина курганів розташована на території штату Вісконсин (від 15 до 20 тис., з яких близько 4 тис. збереглися до теперішнього часу).

## Приклади фігурних курганів
- Курган Алігатора, штат Огайо — Alligator Effigy Mound[en], Огайо (імовірно зображує підводну пантеру)
- Кам'яний орел, округ Патнем, Джорджія
- Кам'яний яструб — Rock Hawk Effigy Mound[en], там само
- Серпент-Маунд
- Еффіджі-Маундз
- Парк індіанських курганів — група археологічних парків з фігурними курганами

## Ресурси Інтернету
- http://www.wisconsinhistory.org/turningpoints/tp-004/?action=more_essay
- http://www.nps.gov/efmo/historyculture/effigy-moundbuilders.htm
- Вікісховище має мультимедійні дані за темою: Фігурний курган